# 太田雅彥
太田雅彥（日语：／ Ōta Masahiko，1967年1月4日—），日本男性動畫師、動畫演出家、動畫導演。

## 來歷、人物
太田雅彥在Group Tac曾為《淘氣小愛神》和《小豬萬萬歲》等負責作畫工作，並於約1998年離開Group Tac，成為一名自由職業者。從約2000年開始，主要為MADHOUSE作品負責作畫、演出的工作，2000年代中期開始，主要為童夢和動畫工房負責演出、作畫的工作。
自2006年首次擔任導演以來，所有作品的劇本統籌均由青島崇擔任，也有與擔任副導演或人物設定的大隈孝晴和負責音樂的三澤康廣等同一位工作人員一起工作的情況。
太田也表示「如果是一部跨越4季、持續一年以上的作品，即使跌倒一次也有可能恢復，但如果1季出現重大問題，那就會變得一團糟。在這種情況下，無論劇本有多好，作品都會被毀掉」，當新員工加入時，不可避免地需要時間來弄清楚「這個人將從事什麼樣的工作」，他表達了希望員工在工作承包階段繼續工作的意願。

## 參加作品

### 電視動畫
1992年
- 小巫仙（原畫）

1994年
- 淘氣貓 喵喵3丁目（原畫）

1995年
- 淘氣小愛神（作畫監督）

1998年
- 小豬萬萬歲（原畫）
- 危險調查員（—1999年，作畫監督、原畫）
- 棒球英豪 Miss Lonely Yesterday 在那之後的你…（原畫）

1999年
- 無敵炫悟空（動畫人物設定）

2000年
- 機巧奇傳希約戰記（作畫監督、原畫）
- 向陽之樹（作畫監督）
- 第一神拳（—2002年，原畫）

2001年
- 鄰家女孩 CROSS ROAD ～風之速～（作監協力）
- ANGELIC LAYER 天使領域（原畫）
- X（演出、原畫）
- 百變海盜王（日语：仰天人間バトシーラー）（演出）

2002年
- 翼神世音（原畫）
- 迷糊天使（演出、原畫）
- 銀河天使A（分鏡、演出）
- Chobits（演出）

2003年
- 星星公主（人物設定、總作畫監督、OP&ED製作）
- 人間交差點（分鏡、演出）
- 青青校樹（作畫監督）
- TEXHNOLYZE（日语：TEXHNOLYZE）（演出、原畫）
- 銃墓（分鏡、演出）
- 神槍少女（演出）

2004年
- 極道鮮師（分鏡）
- KURAU Phantom Memory（日语：KURAU Phantom Memory）（演出）
- 舞-HiME（分鏡、演出）
- 天上天下（分鏡）
- 幻龍記（日语：ディノブレイカー）（分鏡）
- 洛克人EXE Stream（分鏡）
- 薔薇少女（演出）

2005年
- 武器種族傳說（分鏡）
- 草莓棉花糖（演出、原畫）
- 舞-乙HiME（演出）
- 薔薇少女 彷如夢境（分鏡）
- SHUFFLE！（分鏡、演出）

2006年
- 洛克人EXE BEAST（分鏡）
- 親愛芳鄰（分鏡）
- The Third ～蒼之瞳的少女～（日语：ザ・サード）（分鏡）
- 洛克人EXE BEAST+（分鏡）
- 夜明前的琉璃色 ～Crescent Love～（導演、分鏡、演出、原畫、OP分鏡&演出、ED分鏡&演出）

2007年
- 英雄時代（分鏡）
- 南家三姊妹（導演、分鏡、演出、OP分鏡&演出、ED分鏡&演出）

2008年
- 小雙俠 (2008年版)（—2009年，原畫）
- 企鵝找麻煩（—2010年，分鏡）
- 出包王女（分鏡）
- 十字架與吸血鬼 CAPU2（分鏡、演出、原畫）

2009年
- BASQUASH！（演出、作畫監督）
- 阿拉德戰記 ～Slap Up Party～（分鏡）

2010年
- 企鵝找麻煩Max（—2011年，分鏡）
- 超元氣3姊妹（導演[3]、分鏡、演出、OP演出、ED演出&原畫）

2011年
- 超元氣3姊妹 增量中！（導演、編劇、分鏡、演出、OP演出&原畫、ED動畫）
- 輕鬆百合（導演、分鏡、演出、過場動畫分鏡&演出）

2012年
- 輕鬆百合♪♪（導演、編劇、分鏡、OP分鏡&演出、ED分鏡&演出、過場動畫分鏡&演出）

2013年
- 琴浦小姐（導演[4]、分鏡）
- 戀愛研究所（導演、分鏡、演出[5]）
- 卡片鬥爭!!先導者 王牌連接篇（原畫）

2014年
- 生存遊戲社（導演、分鏡、演出、原畫、配角設定）

2015年
- 干物妹！小埋（導演、分鏡、演出）

2016年
- 鋼鐵交響樂（導演、分鏡、演出）

2017年
- 廢天使加百列[6]（導演、分鏡、演出、ED分鏡&演出）
- 干物妹！小埋R（導演、分鏡、演出）

2018年
- 我家的女僕有夠煩！（導演、分鏡、演出[7]）

2019年
- 我不是說了能力要平均值嗎？（導演、分鏡）

2020年
- 放學後堤防日誌（分鏡、演出）

2022年
- 鬼褲衩（導演、分鏡）

2024年
- 鹿乃子乃子乃子虎視眈眈（導演、分鏡、演出、ED分鏡&演出&原畫[8]）

2026年
- 魔王的女兒太溫柔了！！（導演[9]）

### 電影動畫
1986年
- 鄰家女孩：沒有背號的王牌投手（動畫）
- 鄰家女孩2：再見的禮物（動畫）

1987年
- 鄰家女孩3：在你離開之後（動畫）

1988年
- 陽光普照：KA·SU·MI 夢中有你（日语：陽あたり良好!）（動畫）

1991年
- 劇場版 冒險少女娜汀亞（作畫監督補佐）

1993年
- 淘氣貓 喵喵3丁目：拜託了！幫忙尋找小桃!!（原畫）

1997年
- 劇場版 天地無用！盛夏的聖誕夜（作畫監督協力、原畫）

2004年
- 劇場版 魔法少年賈修：第101個魔物（原畫）

2022年
- 天使降臨到我身邊！珍貴的朋友（演出）

### OVA
1989年
- TAMA&FRIENDS 3丁目物語（動畫）

2005年
- 草莓100% -櫻海學園脫逃篇-（演出）

2008年
- 機械女僕（作畫監督、原畫）

2009年
- 草莓棉花糖 encore（演出、原畫）
- 出包王女OVA（分鏡、演出、原畫）

2021年
- 土下座跪求給看（原畫）

## 相關人物
- 副導演：大隈孝晴
- 編劇：青島崇、子安秀明、杉原研二、鴻野貴光
- 分鏡：、誌村宏明
- 演出：荒井省吾、矢花馨、福本潔、守田藝成
- 剪輯：小野寺繪美（日语：ジェイ・フィルム）
- 音效指導：蝦名恭範（日语：えびなやすのり）
- 音響效果：山谷尚人（日语：サウンドボックス）
- 音樂：三澤康廣